# Trypetimorpha japonica
Trypetimorpha japonica är en insektsart som beskrevs av Hajime Ishihara 1954. Trypetimorpha japonica ingår i släktet Trypetimorpha och familjen Tropiduchidae. Inga underarter finns listade i Catalogue of Life.